# Isonychus chiriquinus
Isonychus chiriquinus är en skalbaggsart som beskrevs av Bates 1887. Isonychus chiriquinus ingår i släktet Isonychus och familjen Melolonthidae. Inga underarter finns listade i Catalogue of Life.